# Meister des Braunschweiger Diptychons

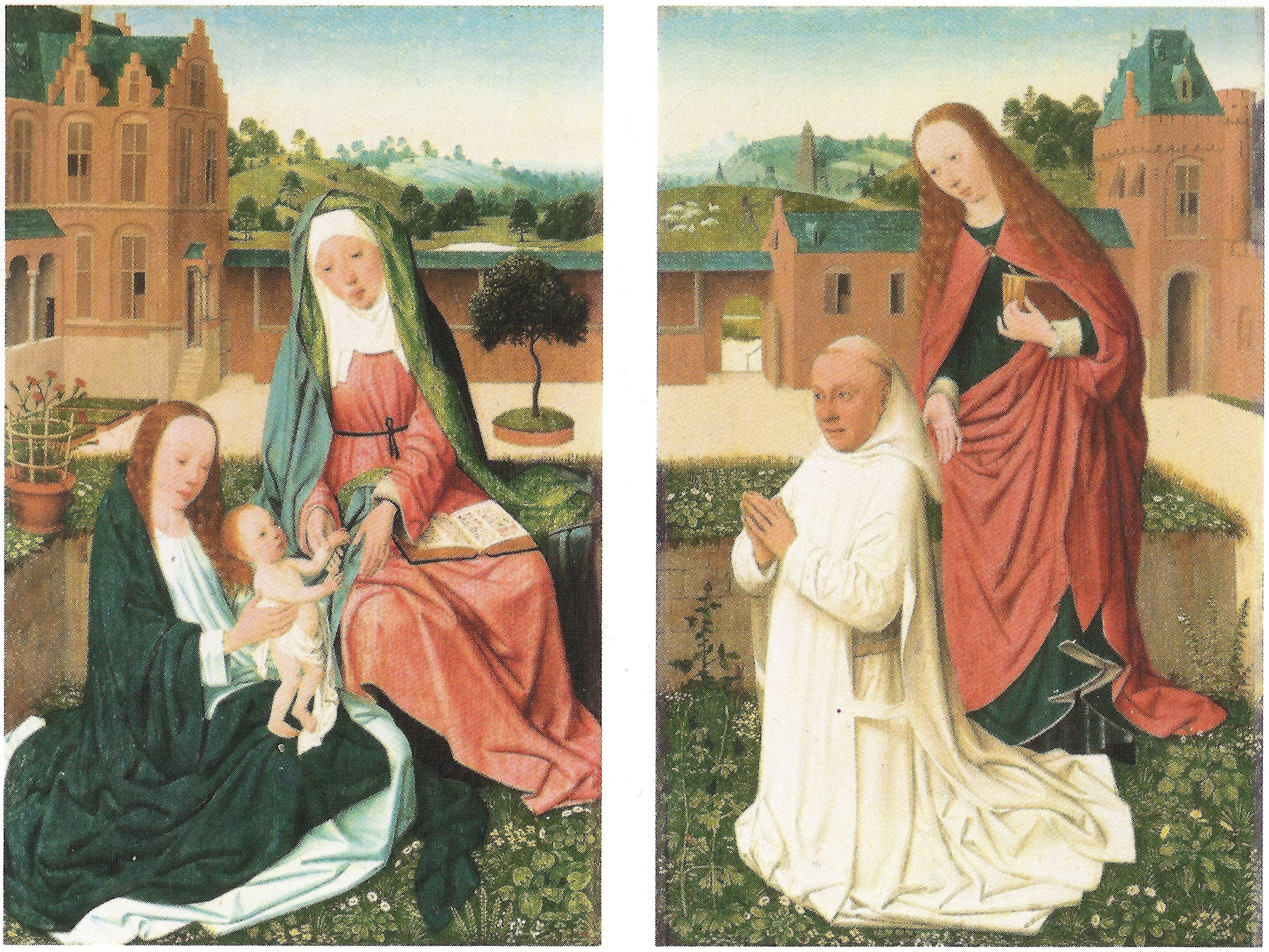
Madonna mit Kind und Hl. Anna (Braunschweiger Diptychon, Innenseite)

Als Meister des Braunschweiger Diptychons wird ein Maler aus den Niederlanden bezeichnet, der gegen Ende des 15. Jahrhunderts in der Gegend um Haarlem tätig war. Der namentlich nicht bekannte Künstler ist nach einem seiner Bilder, dem Braunschweiger Diptychon, benannt.

## Braunschweiger Diptychon
Der Meister des Braunschweiger Diptychons malte um 1490 ein kleinformatiges zweiflügeliges Bild von Heiligen mit einem Stifter. Das Diptychon zeigt eine Madonna mit Kind und die heilige Anna auf der einen sowie einen  Stifter in Mönchskutte mit der heiligen Barbara auf der anderen Seite. Es findet sich in der Gemäldesammlung „Alte Meister“ im Herzog Anton Ulrich-Museum in Braunschweig und gab so dem namentlich nicht bekannten Künstler seinen Notnamen. Es zeigt im geschlossenen Zustand auf der Außenseite den heiligen Bavo.

## Nachfolger von Geertgen tot Sint Jans
Dem Meister des Braunschweiger Diptychons wurden durch Stilvergleich noch einige weitere Werke zugeordnet, jedoch ist sein genauer Werkkatalog nicht gesichert.  Der Maler steht stilistisch dem aus Haarlem stammenden Maler Geertgen tot Sint Jans sehr nahe, dem das Braunschweiger Diptychon zuerst zugeordnet war.

## Identifizierung
Nachdem zuerst also Geertgen tot Sint Jans oder zumindest nur ein Unbekannter aus seinem Umkreis als Maler der Bilder aufgeführt war, wurde mit der Vergabe eines Notnamens dann  versucht, dem Maler eine eigenständige Persönlichkeit zu geben. Weiter wurde im Laufe der Zeit versucht, diesen Maler zu identifizieren. So wurde vorgeschlagen, dass es sich bei ihm um den wie Geertgen tot Sint Jans ebenfalls aus Haarlem stammenden Jacob van Haerlem handeln könnte. Auch andere Maler der Region wie Jacob Jansz van Haarlem oder Jan Mostaert wurden genannt. Nicht zuletzt wegen dieser in der Fachwelt kontrovers diskutierten Zuordnungen hat sich der Name eines Meister des Braunschweiger Diptychons und sein Werkkatalog bisher gehalten und keine der Identifizierungen ist allgemein anerkannt.

## Verbindung zum Meister der Tiburtinischen Sibylle?
Stilistisch sind auch Ähnlichkeiten des Werkes des Meisters des Braunschweiger Diptychons  mit den Arbeiten des Meisters der Tiburtinischen Sibylle zu erkennen. Dieser war in der Werkstatt des niederländischen Malers Dierick Bouts in Leuven tätig.

## Werke (Auswahl)

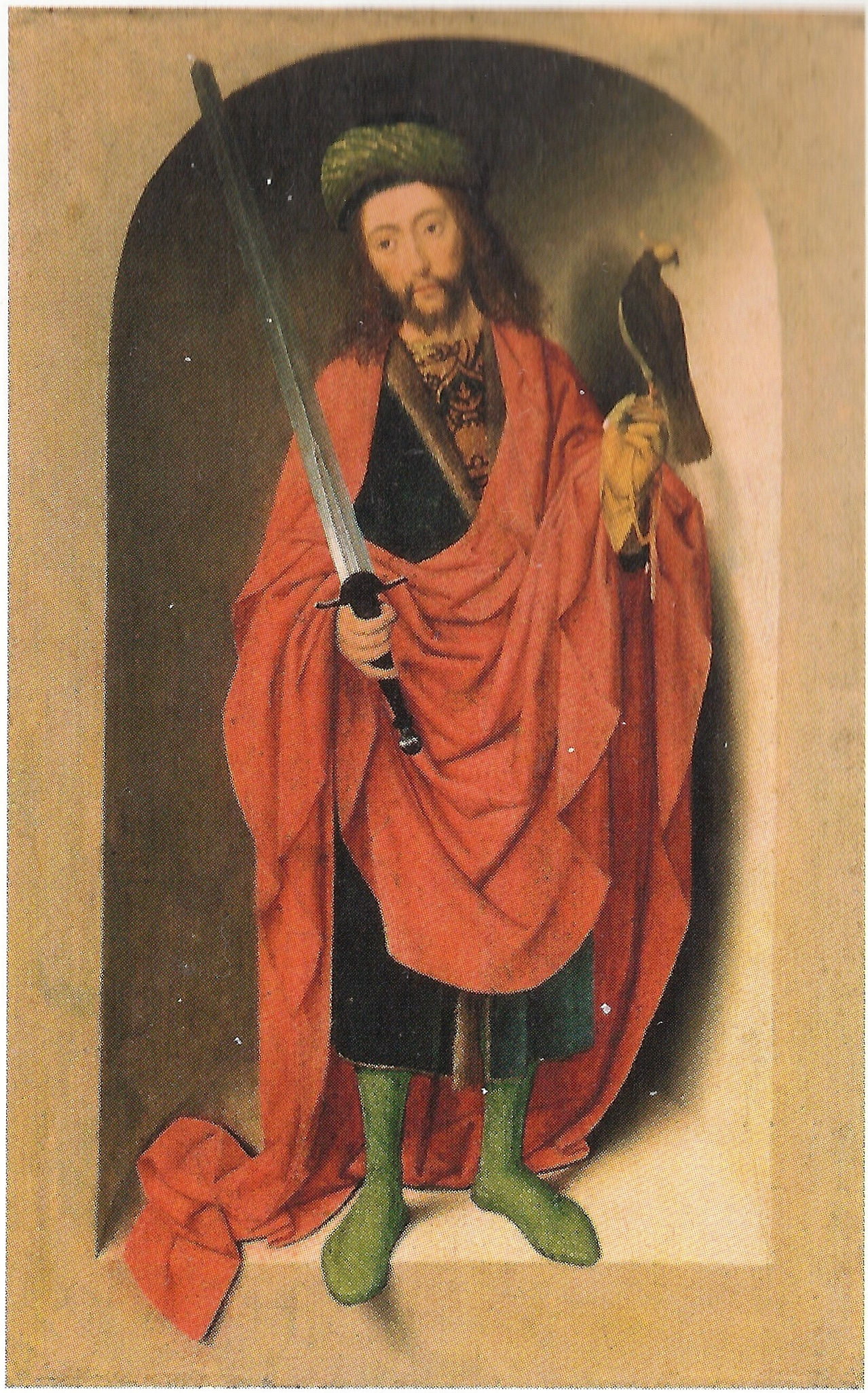
Heiliger Bavo (Braunschweiger Diptychon, Außenseite)

- Christi Geburt, Rijksmuseum, Amsterdam
- Darstellung im Tempel,  Minneapolis Museum of Art (heute unter Jacob Jansz)
- Gefangennahme Christi und Grablegung,  Musées Royaux des Beaux-Art, Brüssel
- Heilige Familie,  Wallraf-Richartz-Museum, Köln
- Heilige und Stifter (Braunschweiger Diptychon), Herzog Anton Ulrich-Museum, Braunschweig
- Kreuzigung. Hermitage, St. Petersburg
- Verkündigung.  The Burrell Collection, Glasgow
- Zwei Heiligenbilder (St Valerianus, St  Caecilia), Rijksmuseum, Amsterdam